# ФК Братство Козинци
Фудбалски клуб Братство из Козинаца је основан 1954. године. Од 2008. је члан Треће лиге Републике Српске.
Значајнији резултати клуба су почели у јануару 2006. године, када је на чело екипе дошао шеф стручног штаба Мирко Слијепчевић. У том тренутку ФК Братство се налазио у Трећој лиги Републике Српске, па је циљ био улазак у Другу лигу.
Мјештани Козинаца у великој мјери подржавају клуб, а основана је и школа фудбала.
Мирко Слијепчевић је прије доласка у Козинце увео ФК Омладинац из Брестовчине у Прву лигу, био је тренер ФК Слога ДИПО и спортски директор ФК Козара.

## Трећелигашки успјеси
ФК „Братство“ је у сезони 2006/07 у 22 одигране утакмице забиљежио 20 побједа и 2 пораза, уз гол-разлику 67:15. Поред шампионске титуле, у тој сезони је Братство освојило и Куп општинског фудбалског савеза Градишка. Најбољи стријелци лиге били су нападачи овог тима Менсур Демо и Марко 3ец са по 20 постигнутих голова.

## Друголигашки (не)успјех
У сезони 2007/08. ФК Братство је имало за циљ да опстане у другој лиги.
Због реформације Друге лиге, тј. стварања заједничке Друге лиге РС, то би постигли тако што би завршили сезону на једном од првих осам мјеста, али им то није пошло за руком.
Идућу 2008/09. сезону ФК Братство ће играти у Трећој лиги РС, поново на челу са бившим тренером Мирком Слијепчевићем, али играчки знатно ослабљени.